# Dzielenie ryzyka
Dzielenie ryzyka (alokacja, dystrybucja, repartycja) – metoda unikania ryzyka polegająca na rozłożeniu skutków finansowych materializacji ryzyka pomiędzy większą grupę podmiotów. W sytuacji zaistnienia ryzyka pojedynczy podmiot nie jest obciążony całością skutków finansowych, z drugiej strony może być pociągnięty do odpowiedzialności finansowej za stratę poniesioną przez inny podmiot. W praktyce dzielenie ryzyka może przyjmować postać np. konsorcjów podczas realizacji złożonych, ryzykownych i kapitałochłonnych przedsięwzięć lub solidarnego dzielenia ryzyka kredytowego pomiędzy bankiem i klientem w postaci proporcjonalnego podziału przyszłych zysków lub strat z zainwestowanych środków.
W ubezpieczeniach dzielenie ryzyka jest jednym z narzędzi zmniejszania ryzyka dla ubezpieczyciela. Dzielenie ryzyka przez towarzystwa ubezpieczeniowe może polegać na reasekuracji (odstępowanie części transakcji ubezpieczeniowych innym towarzystwom ubezpieczeniowym), wymianie ryzyka (wymiana polis) lub sekurytyzacji (zamiana ryzyka ubezpieczeniowego na papiery wartościowe).